# Sheila Abdus-Salaam
Sheila Abdus-Salaam, née Sheila Turner, le 14 mars 1952 à Washington aux États-Unis, est une juge assesseure à la cour d'appel de New York (en). Elle est la première femme Afroaméricaine, souvent présentée comme musulmane, à siéger dans la plus haute juridiction de l'État de New York. Elle est retrouvée morte, le 12 avril 2017, dans le fleuve Hudson à New York.

## Biographie

### Jeunesse et éducation
Sheila Turner grandit à Washington, dans une famille ouvrière : elle a six frères et sœurs. Elle y fréquente les écoles publiques,. Alors qu'elle fait des recherches sur ses ancêtres, elle découvre que son arrière grand-père était un esclave en Virginie.
Elle obtient, en 1974, un baccalauréat universitaire au Barnard College puis est diplômée, en 1977, de la Columbia Law School,. 
À Columbia, elle compte parmi ses camarades de classe, Eric Holder, le futur procureur général des États-Unis.

### Vie personnelle
Sheila Abdus-Salaam porte, à titre professionnel, le nom de son premier mari. Son deuxième mari, James Hatcher, fils d'Andrew Hatcher (en), a travaillé comme agent de presse pour John Fitzgerald Kennedy. En juin 2016, elle épouse son troisième mari, Gregory A. Jacobs, un prêtre de l'Église épiscopale de Newark.
Bien qu'il soit largement rapporté qu'elle était la première musulmane à être membre de la Cour d'appel de New York, il se trouve qu'elle ne s'est jamais convertie à l'Islam : elle a simplement pris le nom islamique de son premier mari, selon le porte-parole de la Cour d'Appel, Gary Spencer. L'affirmation, selon laquelle elle était musulmane, prend naissance dans un communiqué de presse, du sénateur de l'État de New York, Kevin Parker (en), après sa nomination en 2013,.

### Carrière
Avant de rejoindre la Justice, Sheila Abdus-Salaam a d'abord travaillé comme avocat du personnel à Brooklyn puis elle est nommée au département de la loi de l'État de New York en tant que procureur général adjointe dans les bureaux des droits civils et du financement immobilier,,.
Elle siège ensuite au Tribunal civil de la ville de New York (en), de 1992 à 1993. De 1993 à 2009, elle est juge de la Cour suprême de New York. Elle est désignée, en 2009, juge pour à la Division des appels de la Cour suprême de New York, premier département judiciaire (en), par le gouverneur de l'État de New York David Paterson. En 2009, elle est juge associée de la division d'appel, jusqu'à sa promotion en 2013.
Le 5 avril 2013, à la suite du décès du juge Theodore T. Jones (en), elle est nommée par le gouverneur de New York, Andrew Cuomo, pour assurer l'intérim, à la Cour d'appel de New York (en). Elle est confirmée, à ce poste, sans opposition, par un vote qui a lieu le 6 mai 2013. En 2016, elle rédige, dans l'affaire In Re Brooke S.B. v. Elizabeth A. C.C., une décision marquante, défendant les droits des parents de même sexe, non biologiques, qui demandent la garde ou la visite, lorsque le couple décide de concevoir et d'élever un enfant ensemble.

### Mort
Sheila Abdus-Salaam est retrouvée morte, vers 13h45, le 12 avril 2017, près de la 132e rue à New York. Les séquences d'une caméra de sécurité, située sur la 131e rue, la montrent marchant seule, en direction de la rivière, vers 20h30, la nuit précédente. Son corps, entièrement vêtu, est retrouvé flottant dans le fleuve Hudson, quelques heures après avoir été signalée disparue de chez elle, à Harlem. La police indique aux journalistes qu'il n'y avait aucun signe de traumatisme ou de blessure visible sur le corps.
La police déclare, le 13 avril 2017, qu'il semble que Sheila Abdus-Salaam se soit suicidée et qu'elle était en dépression. Le 18 avril 2017, la police indique aux journalistes qu'il n'y a « aucun signe d'homicide ou de suicide » et que sa mort était maintenant considérée comme « suspecte », en raison de l'absence de témoins et du manque d'écrit indiquant un suicide. Le 21 avril 2017, la police déclare avoir récupéré une vidéo, de la nuit du 11 avril qui montre Sheila Abdus-Salaam, vêtue des vêtements dans lesquels elle a été retrouvée morte, se promenant durant des heures, à proximité du Riverbank State Park, le long de le fleuve Hudson. Selon la police, les dernières images captées par la caméra, la montrent debout près de l'eau.

## Source de la traduction
- (en) Cet article est partiellement ou en totalité issu de l’article de Wikipédia en anglais intitulé « Sheila Abdus-Salaam » (voir la liste des auteurs).